# Tonton

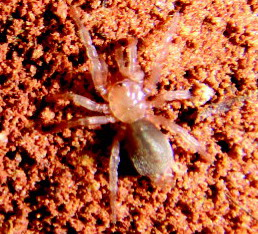
Samica Tonton itabirito

Tonton – rodzaj pająków z infrarzędu ptaszników i rodziny Microstigmatidae. Obejmuje 7 opisanych gatunków. 

## Morfologia
Pająki małych jak na przedstawicieli infrarzędu rozmiarów, osiągające od 1,8 do 3 mm długości ciała, ubarwione białawo lub jasnożółto.
Karapaks nie ma wzgórka ocznego. Oczy mogą być całkiem nieobecne, a jeśli występują, to rozwinięte są tylko trzy pary (brak oczu przednio-środkowych), z których dwie boczne są szczątkowe. Nadustek jest niski, a u jednego gatunku brak go zupełnie. Szczękoczułki mają od 6 do 14 zębów na przedniej krawędzi bruzdy od 4 do 10 zębów pośrodku jej podstawy i pozbawione są rastellum. Na szerszej niż dłuższej wardze dolnej brak jest kuspuli. Nogogłaszczki mają krótkie przednie płaty szczękowe z serrulami w postaci kilku szeregów ząbków na krawędziach odsiebnych. Kształt sternum to dłuższy niż szeroki owal. Sigilla na nim nie występują. Odnóża mają dwa szeregi trichobotrii na grzbiecie goleni i pojedynczy szereg na grzbiecie nadstopi i stóp. Trichobotria są nitkowate z pomarszczonymi podstawami i kilami sięgającymi do połowy długości wypustek. Stopy mają także cienkie szczecinki zmysłowe, ale pozbawione są skopuli. Stopę wieńczą dwa pazurki górne, każdy z pojedynczym szeregiem od 6 do 14 ząbków, oraz jeden pazurek dolny zaopatrzony w od jednego do pięciu ząbków.
Opistosoma (odwłok) ma owalne otwory płuc książkowych, krótkie kądziołki przędne pary tylno-środkowej z ujściami gruczołów przędnych na szczycie oraz długie, trójczłonowe kądziołki przędne pary tylno-bocznej z trójkątnym szczytem. Nie występuje na opistosomie skutum. 
Nogogłaszczki samca mają pośrodkowo wykrojoną w części odsiebnej i zaopatrzoną w jeden szereg wyraźnych szczecinek retrolateralnych w części środkowej goleń, wyposażone w od czterech do sześciu kolców wierzchołkowych cymbium oraz gruszkowaty bulbus z prawie tak długim jak on embolusem i bez apofizy paraembolicznej. Nogogłaszczki samicy mają stopę o od dwóch do siedmiu kolcach brzusznych u podstawy i o pojedynczym pazurku z pośrodkowo położonym szeregiem od 11 do 15 ząbków. Genitalia samic zawierają dwie spermateki, każda zbudowana z dwóch płatów, z których wewnętrzny jest zwykle wyraźnie dłuższy od zewnętrznego.

## Ekologia i występowanie
Do rodzaju należą zarówno gatunki epigeiczne zasiedlające ściółkę lasów, jak i troglobionty zamieszkujące strefę afotyczną jaskiń.
Rodzaj neotropikalny, endemiczny dla Brazylii. Znany jest ze stanów Maranhão, Bahia i Minas Gerais. Zasiedla Mata Atlântica, cerrado i regiony górzyste.

## Taksonomia
Takson ten wprowadzony został w 2019 roku przez Victora Passanhę, Igora Cizauskasa i Antônia D. Brescovita na łamach „ZooKeys”. Nazwa rodzajowa wywodzi się od słowa tón-tón z języka krenak, oznaczającego „mały”. Gatunkiem typowym wyznaczono opisanego w tej samej publikacji T. itabirito. 
Do rodzaju tego zalicza się 7 opisanych gatunków: 
- Tonton emboaba (Pedroso, Baptista et Bertani, 2015)
- Tonton ipiau Passanha, Cizauskas et Brescovit, 2019
- Tonton itabirito Passanha, Cizauskas et Brescovit, 2019
- Tonton matodentro Passanha, Cizauskas et Brescovit, 2019
- Tonton queca Passanha, Cizauskas et Brescovit, 2019
- Tonton quiteria Passanha, Cizauskas et Brescovit, 2019
- Tonton sapalo Passanha, Cizauskas et Brescovit, 2019